# Lophonardia
Lophonardia là một chi rêu trong họ Jungermanniaceae.